# Marco Minnaard
Marco Minnaard (Wemeldinge, 11 de abril de 1989) es un ciclista neerlandés que fue profesional entre 2012 y 2019.
En julio de 2019 anunció su retirada como ciclista profesional al finalizar la temporada para continuar con el negocio familiar de sus padres.

## Palmarés
2017 
- Rhône-Alpes Isère Tour[2]

## Resultados en Grandes Vueltas
Durante su carrera deportiva consiguió los siguientes puestos en las Grandes Vueltas. 
| Carrera | Carrera         | 2012 | 2013 | 2014 | 2015 | 2016 | 2017 | 2018 | 2019 |
| ------- | --------------- | ---- | ---- | ---- | ---- | ---- | ---- | ---- | ---- |
|         | Giro de Italia  | —    | —    | —    | —    | —    | —    | —    | —    |
|         | Tour de Francia | —    | —    | —    | —    | —    | 40.º | 64.º | —    |
|         | Vuelta a España | —    | —    | —    | —    | —    | —    | —    | —    |

—: no participa
Ab.: abandono

## Equipos
- Rabobank Continental/Development (2012-2013)
  - Rabobank Continental Team (2012)
  - Rabobank Development Team (2013)
- Wanty-Groupe Gobert (2014-2019)
  - Wanty-Groupe Gobert (2014-2018)
  - Wanty-Gobert Cycling Team (2019)